# ألفريد لوينشتاين
ألفريد لوينشتاين (بالفرنسية: Alfred Loewenstein)‏ (11 مارس 1877 في بروكسل - 4 يوليو 1928 في بحر الشمال) مصرفي من بلجيكا.

## الجوائز
- نيشان الحمام من رتبة مرافق  [لغات أخرى]‏
- وسام جوقة الشرف